# Сулі
Абу Бакр Мухаммед бен ас-Сулі аш-Шатранджи, або просто Сулі (араб. أبو بكر الصولي; 880, Горган, Багдадський халіфат — 946, Басра, Багдадський халіфат) — відомий арабський вчений, історик, філолог. Сулі першим сформулював основні принципи шахової гри. Автор «Кітаб аль-Аврак» — багатотомного твору з історії поезії епохи Аббасидів. Відомий гравець у шатрандж при дворі халіфів аль-Муктафі (902—908), аль-Муктадіра (908—932), ар-Раді (934—940).